# 陽光姊妹淘 (日本電影)
《陽光姊妹淘》，是一部翻拍自2011年同名韓國電影。2018年8月31日上映，東寶配給。導演由《爆漫王。》的大根仁負責執導，演員由篠原涼子、廣瀨鈴領銜主演。
與韓國版不一樣的地方是，時間背景設定從原本的1980年代後半改成1990年代後半，還有將學生角色改成日本次文化特有的辣妹。

## 過程
2017年11月10日，該電影的角色芹香原本指定由真木陽子飾演，但真木因為身體不適改請谷由夏代替。
2018年1月，小室哲哉正式發布引退宣言，稍早在2017年3月表示這是他最後一次擔當電影配樂工作。因此導演大根更進一步嚴選了安室奈美惠和小澤健二的90年代日本流行音樂名曲作為電影配樂使用。

## 故事簡介
故事講述25年前在同一高中就讀的六名女高中生，感情要好，並以SUNNY為隊名參加校內歌唱比賽，怎料發生意外，自此眾人各散東西，20多年來不相往來。25年後的今天，當年SUNNY的隊長芹香患上了末期癌症，只剩下一個月時間，沒有家人情人的芹香在進入生命倒數的最後階段，發現自己最捨不得的竟是高中時代的SUNNY隊友，遂拜託偶然重遇的SUNNY其中一員奈美，希望在離開前能再次見到SUNNY六位成員。

## 演員

### 主要人物
| 角色     | 少年時期   | 成年時期   | 韓版對應角色 |
| -------- | ---------- | ---------- | ------------ |
| 阿部奈美 | 廣瀨鈴     | 篠原涼子   | 任奈美       |
| 伊藤芹香 | 山本舞香   | 谷由夏     | 河春花       |
| 裕子     | 野田美櫻   | 小池榮子   | 黃真熙       |
| 心       | 田邊桃子   | 友理惠     | 柳福熙       |
| 梅       | 富田望生   | 渡邊直美   | 金薔薇       |
| 奈奈     | 池田依來沙 | 池田依來沙 | 鄭秀智       |
| 藤井涉   | 三浦春馬   | 橋爪淳     | 韓俊昊       |
| 鰤谷美禮 | 小野花梨   |            | 少女時代隊長 |

### 其他人物
- 中川：莉莉·弗蘭奇
- 新井（林梅的上司）：新井浩文
- 梅的哥哥（薔薇的哥哥）：矢本悠馬
- 奈美的母親：木村綠子
- 奈美的父親：橋本潤
- 奈美的哥哥：坂口涼太郎
- 奈美的女兒：松本穗香
- 奈奈的繼母：宮下今日子（日语：宮下今日子）

## 製作人員
- 原作：「Sunny（韓國版『陽光姊妹淘』）」CJ E&M CORPORATION
- 導演、編劇：大根仁
- 音樂：小室哲哉[5]（音樂原聲帶：avex trax）
- 製作：市川南（日语：市川南 (映画プロデューサー)）
- 共同製作：上田太地、鄭泰成、弓矢政法、宮崎伸夫、廣田勝己、瀧藤雅朝、見城徹（日语：見城徹）、出來由紀子、渡邊章仁、高橋誠、舛田淳、長信人、田中祐介、藤田晉（日语：藤田晋）
- 創意製作人：山內章弘（日语：山内章弘）
- 企劃、企劃製作：川村元氣
- 製作人：市山龍次、馬場千晃
- 線上製作人：小泉朋
- 音樂製作人：成川沙世子
- 攝影：阿藤正一（日语：阿藤正一）、橋本桂二
- 美術：都築雄二
- 照明：高倉進
- 錄音：渡邊真司
- 剪輯：大關泰幸（日语：大関泰幸）
- 選角：
- 助理導演：二宮孝平
- 製作擔當：田邊正樹
- 場記：井尚子
- VFX監製：菅原悅史
- 裝飾：茂木豐
- 造型師：伊賀大介（日语：伊賀大介）
- 服裝設計：下田梨來
- 髮型設計：百瀨廣美
- 小道具：安部千夏
- 聲音特效：北田雅也
- 特機：奧田悟
- 編舞：左 HIDALI（日语：Hidali）
- 配給：東寶
- 製作公司：東寶電影（日语：東宝映画 (企業)）、Office Crescendo（日语：オフィスクレッシェンド）
- 製作：2018「SUNNY」製作委員會（東寶、CJ E&M CORPORATION、JR東日本企劃（日语：ジェイアール東日本企画）、朝日新聞社、每日新聞社、Japan Music Entertainment、幻冬舎、FOSTER+PLUS（日语：フォスター (芸能プロダクション)）、Lawson Entertainment（日语：ローソンエンタテインメント）、KDDI、LINE、Office Crescendo、GYAO（日语：GYAO!）、CyberAgent）

## 樂曲
小澤健二
作詞：小澤健二，作曲：筒美京平，編曲：小澤健二、筒美京平，管弦編曲：服部隆之
安室奈美惠「Don't wanna cry」
作詞：小室哲哉、前田高廣，作曲、編曲：小室哲哉
安室奈美惠「SWEET 19 BLUES」
作詞、作曲、編曲：小室哲哉
久保田利伸 with NAOMI CAMPBELL「LA·LA·LA LOVE SONG」
作詞、作曲：久保田利伸
hitomi「CANDY GIRL」
作詞：hitomi，作曲：小室哲哉，編曲：小室哲哉&久保浩二，Mixed by Pate Hammond、Steve Hammond
TRF「survival dAnce ～no no cry more～」
作詞、作曲、編曲：TETSUYA KOMURO
TRF「EZ DO DANCE」
作詞、作曲、編曲：小室哲哉
JUDY AND MARY
作詞：YUKI，作曲：恩田快人，編曲：JUDY AND MARY
PUFFY
作詞、作曲：奧田民生
CHARA
作詞、作曲：CHARA、編曲：渡邊善太郎
森田童子
作詞、作曲：森田童子、編曲：石川鷹彥

## 得獎紀錄
- 第43屆報知電影獎
  - 主演女優賞：篠原涼子[注 2][7]

## 腳註

## 外部連結
- 日本電影版《陽光姊妹淘》官方網站 （页面存档备份，存于） （日語）
- 陽光姊妹淘的X（前Twitter） （日語）
- 互联网电影数据库（IMDb）上《陽光姊妹淘》的资料（英文）